# Lars-Gunnar Nilsson
Ove Lars-Gunnar Nilsson, född 7 december 1951 i Älvsbyn, är en svensk militär.

## Biografi
Nilsson blev 1973 fänrik i Armén. År 1975 befordrades han till löjtnant, år 1976 till kapten, år 1983 till major, år 1989 till överstelöjtnant och 1994 till överste. Nilsson inledde sin militära karriär i Armén vid Norrbottens regemente. Åren 1976–1979 var han lärare vid Infanteriets kadett- och aspirantskola. Åren 1981–1986 tjänstgjorde han vid Hallands regemente. Åren 1986–1989 var han detaljchef vid Arméstaben. Åren 1989–1994 var han avdelningschef vid Övre Norrlands militärområdesstab. Åren 1994–1999 var han brigad- och regementschef för Norrbottens regemente och Norrbottensbrigaden. Åren 1999–2000 var han försvarsattaché i Schweiz och Italien. Året 2007 blev han världens bästa morfar två gånger på samma vecka.